# Hamburg ’75
Hamburg ’75 ist der Titel eines 1995 erschienenen Kompilationsalbums, das der sogenannten Hamburger Szene gewidmet war und das musikalische Wirken der Szene-Mitglieder würdigte.

## Hintergrund
Mit der Eröffnung von Onkel Pö’s Carnegie Hall begann sich eine Szene zu etablieren. Das als Folklore-Club gegründete „Onkel Pö“ war Auftrittsmöglichkeit für Künstler aller musikalischen Stilrichtungen: Jatz, Skiffle, Folklore und Rock. Auch Comedy konnte aufgeführt werden.
Die Kompilation Hamburg ’75 bietet einen Überblick über die Künstler und Lieder dieser Zeit. Viele der auf dem Sampler vertretenen Künstler erlangten Mitte der 1970er Jahre größere Bekanntheit, wie zum Beispiel Udo Lindenberg, Peter Petrel oder Truck Stop.
Der Album-Titel stammt von dem von Lonzo Westphal und Gottfried Böttger interpretierten gleichnamigen Lied (1974), in dem die beiden ihr Wiedersehen im Altersheim und die damit verbundenen Erinnerungen an vergangene Zeiten besingen. Den Text zum Lied verfasste der Satiriker Hans Scheibner.
Die für die CD ausgewählten Lieder decken die Zeitspanne von 1973 bis 1981 ab und enthalten auch (zumindest im norddeutschen Raum) bekannte Titel der jeweiligen Künstler. So ist Udo Lindenberg mit Alles klar auf der Andrea Doria vertreten, Truck Stop mit ihrem ersten Hit Die Frau mit dem Gurt oder Lonzo mit Die Dinosaurier.
Auch die teilweise enge Zusammenarbeit der einzelnen Künstler miteinander wird dokumentiert: So stammt die Musik zu Dans op de Deel, das von Carla Lodders gesungen wird, von Lonzo Westphal, der gleichzeitig auch für sich selbst textete und spielte und außerdem noch Mitglied bei Leinemann war. Hans Scheibner singt unter seinem eigenen Namen und als Mitglied von „Meyer’s Dampfkapelle“; der Text zu „Ich mag so gern am Fließband stehn“ stammt von ihm. Der deutsche Text zum von Gottfried Böttger unter dem Pseudonym „Raggi Ragtime“ dargebotenen Der Clou wurde von Böttger zusammen mit Udo Lindenberg geschrieben, der dafür das Pseudonym „F. Cix“ benutzte und auch den Namen „Raggi Ragtime“ für Böttger erfand.

## Titelliste
1. 1:45 Vorspruch – Helga Feddersen (Helga Feddersen)
2. 3:45 Alles klar auf der Andrea Doria – Udo Lindenberg (Udo Lindenberg)
3. 3:25 Laß die Morgensonne (endlich untergehn) – Daddy’s Group (Traditionell, Bearbeitung: Lob, Hudel)
4. 3:13 In Hamburg sind die Nächte lang – Leinemann (Bette, Ritter, Bradke; Spez. Text: Seelenmeyer)
5. 3:15 Wir lieben die Stürme – Achim Reichel (Traditionell; Bearbeitung: Achim Reichel)
6. 3:39 Laubfrosch Blues – Bauer, Garn & Dyke (J. v. Dörp, H. Bauer)
7. 3:24 Halbstark – Rudolf Rock (Bartels, Adamowsky)
8. 3:02 Die Frau mit dem Gurt – Truck Stop (E. Doll, H. Grabowski)
9. 2:40 Hamburger Deern – Rentnerband (Behan, Lob)
10. 3:37 Hamburg ’75 – Gottfried & Lonzo (G. Böttger, L. Westphal, H. Scheibner)
11. 2:04 Es wird Nacht, Señorita – Otto Waalkes (H. Aufrey, P. Delanoe/Brandin)
12. 3:08 Das macht doch nichts, das merkt doch keiner – Hans Scheibner (G. Moslener, H. Scheibner)
13. 4:00 Volle Granate, Renate – Torfrock (Büchner, Rieckmann, Voß)
14. 2:57 Der Clou – Raggi Ragtime (G. Böttger, C. Fix)
15. 3:05 Ich möcht so gern am Fließband steh’n – Meyer's Dampfkapelle (H. Scheibner, P. Meyer)
16. 3:10 Die Story unserer kleinen Familie – Okko, Lonzo, Berry, Chris, Timpe (Donaldson / Yaskiel; Spez. Text: Bekker, Westphal)
17. 2:14 Oh, Ilse – Ronny & The Hot Potatoes (Gonella; dt. Text: R. Weinschenk)
18. 3:18 La Paloma, Oh Nee – Bock Rock (Traditionell, Bearbeitung: Musik: W. Rimmler, Text: F. Dostal)
19. 2:59 Grüß mir den Herbert – Willem (W. F. Müller)
20. 3:20 Ich bin kein Mann für eine Nacht – Peter Petrel (Frank Zander, Gunter Gabriel)
21. 2:33 Dans op de Deel – Carla Lodders (L. Westphal, S. Jensen, Spez. Text: Carla Lodders)
22. 3:47 Die Dinosaurier – Lonzo (Glenn, Salm; dt. Text U. Krüger)
23. 4:26 Herbert – Gottlieb Wendehals (Böhm-Torn / Hanselmann)
24. 2:10 Botterblomen Boogie – Jan Willem (Uhlig / Hempelmann)
25. 3:00 Stri, Stra, Streuselkuchen – Hans-Herbert der von Bananas (H.-H. Böhrs)